# Espenmoos
Das Espenmoos ist ein Fussballstadion im Stadtteil Heiligkreuz im Osten der Schweizer Stadt St. Gallen. Es diente von 1910 bis zur Saison 2007/08 als Heimstadion des FC St. Gallen. Der Name der Spielstätte geht auf das mittelhochdeutsche Wort Ezzisch für «Saatfeld» zurück und steht für ein Feld, das nur jedes zweite Jahr bebaut wird.
Bis zum letzten Spiel am 20. Mai 2008 wurden nur noch 11'300 Zuschauer zu den Spielen zugelassen, da der bauliche Zustand und auch die restliche Stadioninfrastruktur den Ansprüchen nicht mehr genügten. Das Espenmoos mit seinen fast 9'000 Stehplätzen wurde im Sommer 2008 zurückgebaut (nur noch die Haupttribüne mit ihrem markanten Bogen blieb bestehen) und dient heute als öffentliche Sportanlage der Stadt St. Gallen.
Am 14. September 2005 erfolgte nach fast zehnjähriger Planung im Westen der Stadt der Spatenstich für die AFG Arena (seit 2016: Kybunpark) mit einem Fassungsvermögen von rund 14'000 Sitz- und 7'000 Stehplätzen. Sie löste auf die Saison 2008/09 das Stadion Espenmoos ab.

## Technische Daten
Die Kapazität des Stadions Espenmoos setzte sich vor dem Rückbau wie folgt zusammen: 3'186 gedeckte Sitzplätze, 84 ungedeckte Sitzplätze, 7'800 gedeckte Stehplätze und 230 ungedeckte Stehplätze, was eine Gesamtkapazität von 11'300 Zuschauern ergab. Die Fans des FC St. Gallen waren auf der Stehrampe im «Sektor Grün» untergebracht, die Gegentribüne trug den Namen «Sektor Blau».

## Geschichte
Da auf der früheren Spielstätte Kreuzbleiche, die oft nicht zur Verfügung stand, nur zweimal im Jahr Eintritt erhoben werden durfte, wurde die Sportplatzfrage aktuell. Ein behördliches Projekt auf der Weiherweid, mit Anlagen für den Fussball- und Eisklub sowie die Schuljugend, erfuhr beim Stimmvolk eine Abfuhr. Der FC St. Gallen (FCSG), der im Jahr 1910 338 Mitglieder zählte, sechs Aktivmannschaften und eine Veteranenelf in die Meisterschaften schickte und ohne eigenen Platz total 88 Spiele austrug, nahm nun die Sache selbst an die Hand und löste die Sportplatzfrage auf dem der politischen Gemeinde gehörenden Espenmoos. Das Budget von 12'000 Franken wurde um 3'000 Franken überschritten, 2'200 hatte der Tiefbau, 11'700 der Hochbau und 1'000 das Mobiliar gekostet. 8'360 Franken waren aus freiwilligen Spenden zusammengetragen worden, der Rest musste aus den Einnahmen herausgewirtschaftet werden, wobei das Spiel gegen Internazionale Mailand (2:2) mit 1'050 Franken ein Rekord-Inkasso brachte. Eingeweiht wurde der mit einer 600 Zuschauer fassenden Tribüne ausgestattete Sportplatz am 16. Oktober 1910 mit einem Match gegen das erstmals in die Serie A aufgestiegene Brühl, das 1:0 geschlagen wurde. Im Mai 1912 fand auf dieser Anlage das erste Länderspiel in St. Gallen statt, das Deutschland 2:1 gewann. Kurze Zeit später feierten die St. Galler den Rekordsieg ihrer Vereinsgeschichte im Espenmoos, als sie den FC Luzern durch ein 17:0 besiegten.
Im Zweiten Weltkrieg war das Espenmoos als Anbaufeld für Kartoffeln vorgesehen. Dem FCSG gelang es, dies zu verhindern; stattdessen weideten aber noch bis in die 1950er-Jahre Schafe auf dem Spielfeld. Als das Espenmoos noch über keine Anzeigetafel verfügte, waren die Spieler gezwungen, die Zeit auf dem nahen Kirchturm abzulesen oder mussten dafür einen Betreuer fragen. Das änderte sich 1947, als erstmals eine Fussball-Uhr installiert wurde; 1954 folgte eine Totomat-Tafel.
Zwischenzeitlich diente das Espenmoos auch dem SC Brühl als (provisorische) Heimstätte. Nachdem die Haupttribüne im Stadion Krontal in der Nacht vom 12. auf den 13. Oktober 1958 einem Brand zum Opfer gefallen war, gewährte der FC St. Gallen dem Stadtrivalen bis 1960 Unterschlupf. In dieser Phase spielte Brühl höherklassig in der Nationalliga B, während der FCSG drittklassig war.
Der Zuschauerrekord im Espenmoos datiert vom 2. Oktober 1985. Damals trafen die St. Galler im UEFA-Cup auf Inter Mailand. Dank zusätzlich aufgestellten Tribünen waren über 16'200 Zuschauer im Espenmoos.
Der erste Stadionsprecher in den frühen 1960er-Jahren war Aubey Naef, der 1968 von Jeannot Lucchi abgelöst wurde. Danach waren während 18 Jahren die Schwestern Monika und Helen Schlegel als Speakerinnen an den Heimspielen des FC St. Gallen im Espenmoos. Darauf wurden sie vom damaligen Vereinspräsidenten Hans Hurni abgesetzt. Seit 1994 ist Richard Fischbacher als FCSG-Speaker aktiv. Er wurde von 1998 bis 2019 von Gregor Lucchi als Stadionsprecher im Espenmoos und in dem neuen Stadion im Westen der Stadt unterstützt.
Am 6. März 2002 warteten über 11'000 Zuschauer vergeblich auf den Anpfiff einer Partie gegen den FC Basel. Der Grund für die Spielabsage war der Ausfall eines Generators, der die Flutlichtanlage mit Strom hätte versorgen sollen. Der Match wurde neu angesetzt.
2004 kam das Espenmoos ins Gerede, als es mit dem FC St. Gallen für den «Big Brother Award», der jährlich für «unverschämtes Datensammeln» an Privatpersonen und Institutionen verliehen wird, nominiert war. Grund für die Nomination war ein Container, der vor dem Gästesektor aufgestellt wurde und in dem sich Zuschauer bei einer Personenkontrolle zum Teil bis auf die Unterhosen ausziehen mussten.
Für viel Erstaunen in den Medien sorgte im April 2008 ein Diebstahl: Unbekannten Tätern war es gelungen, heimlich den Elfmeterpunkt des Espenmoos-Rasens auszustechen. Ihre Tat hielten sie dabei auf Video fest und sorgten mit der Ankündigung, dass sie dem Elfmeterpunkt mit einem sonnigen Plätzchen im Garten ein würdiges Asyl bieten würden, für Erheiterung.
Das letzte Super-League-Spiel im Espenmoos wurde am 20. Mai 2008 ausgetragen. Der FC St. Gallen hätte in der Relegation («Barrage») gegen die AC Bellinzona einen Heimsieg benötigt, um den Verbleib in der Super League sicherzustellen. Die «Espen» unterlagen den Tessinern mit 0:2 und mussten bei der Dernière den Weg in die Zweitklassigkeit antreten. Nach dem Abpfiff ereigneten sich im Stadion Auseinandersetzungen zwischen Fans des FC St. Gallen und der Polizei. Es gab zahlreiche Verhaftungen und eine grossangelegte Fahndungsaktion im Internet. Zudem wurde ein Sachschaden in Höhe von 150'000 Schweizer Franken festgestellt.

## Gegenwart
Die Stadt St. Gallen liess das Stadion Espenmoos im Sommer 2008 nach dem Auszug des FC St. Gallen ab Juli 2008 umbauen. Alle Tribünen ausser der Haupttribüne wurden dabei abgerissen. Die Garderoben wurden komplett saniert und tragen neu die Namen von ehemaligen Spielern des FC St. Gallen (Charles Amoah, Tranquillo Barnetta, Beat Rietmann, Hugo Rubio, Marco Tardelli, Jörg Stiel, Iván Zamorano und Marc Zellweger). Weiter wurden die sanitären Einrichtungen auf den neusten Stand gebracht und neue Wege rund um das Stadion angelegt. Zusätzlich entstand im Bereich der abgerissenen Tribünen ein Kunstrasenspielfeld, das Trainings zu allen Jahreszeiten ermöglicht. Zu den Nutzern der Anlage zählen heute unter anderem die FC St. Gallen Frauen, die derzeit (2022/23) in der höchsten Spielklasse (Women’s Super League) im Frauenfussball spielen, sowie die U21-Mannschaft des Vereins. Weiter steht das Espenmoos heute auch für Rugby, American Football und Firmensport zur Verfügung.
Die renovierte Sportstätte wurde am 18. Mai 2010 durch die ehemaligen FCSG-Spieler Tranquillo Barnetta und Marc Zellweger eröffnet und für den Breitensport freigegeben.

## Fankult
Im Espenmoos wurden ab den 1920er-Jahren Matchhefte verkauft. Vom Mitteilungsblatt des FC St. Gallen, dem die Espenpost und das Espen Sportmagazin folgten, wandelte sich der Name über Espen-Magazin zum noch heute gültigen Namen Inside.
Seit dem Auszug aus dem Stadion Espenmoos versuchen die Fans des FC St. Gallen, die Identität der Vergangenheit zu wahren. Verein und Spieler tragen noch immer den Spitznamen «Espen». Die Fankurve in der neuen Spielstätte, dem Kybunpark im Westen der Stadt, trägt daher den Spitznamen «Espenblock».
Das Espenmoos ziert zudem etliche Fanartikel (T-Shirts, Schals etc.) mit Schriftzug oder Sujet und lebt während der Spiele auch in den Gesängen im neuen Stadion weiter.

## Galerie

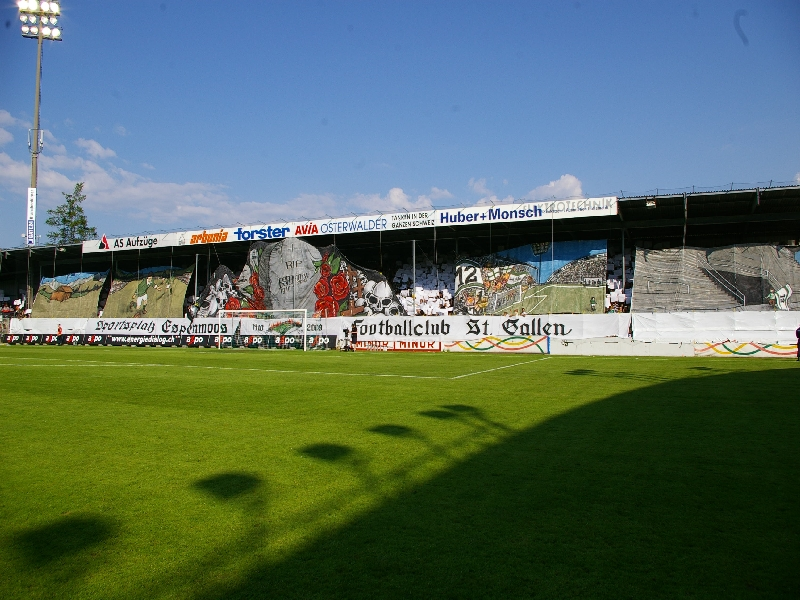
Südkurve / «Sektor Grün», 2008
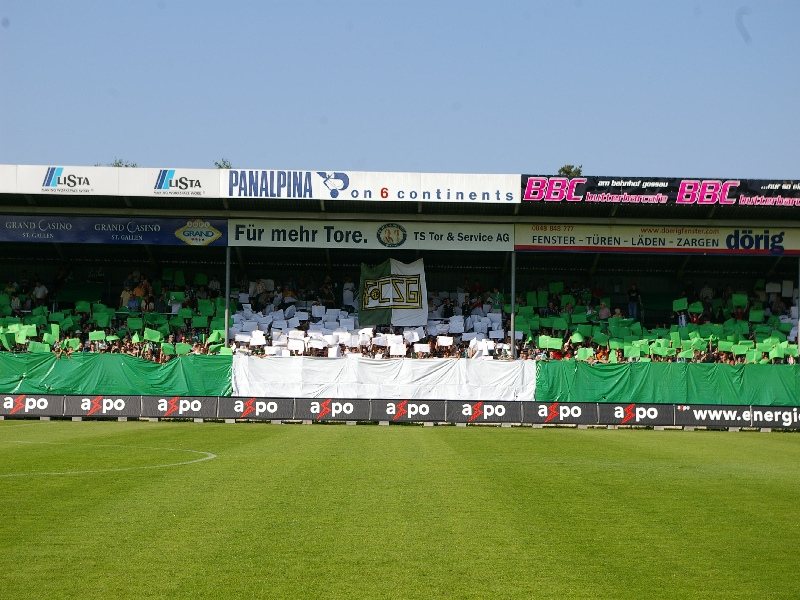
Gegentribüne / «Sektor Blau», 2008
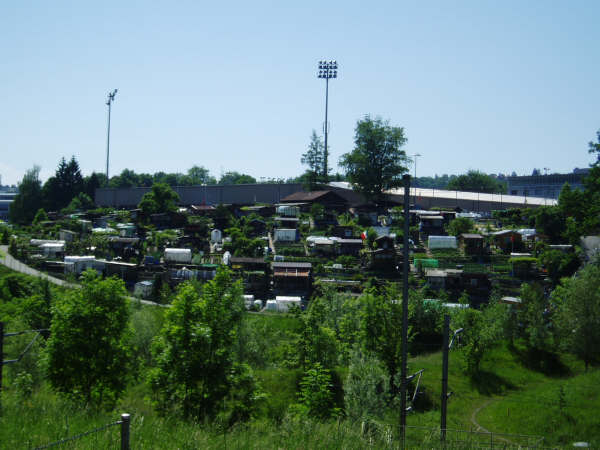
Das Espenmoos – fotografiert von der Harzbüchelstrasse, 2005